# Xerus erythropus
Xerus erythropus es una especie de roedor de la familia Sciuridae.

## Distribución geográfica
Se encuentran en Benín, Burkina Faso, Camerún, República Centroafricana, Chad, República Democrática del Congo, Costa de Marfil, Eritrea, Etiopía, Gambia, Ghana, Guinea, Guinea-Bissau, Kenia, Malí, Mauritania, Marruecos, Nigeria, Ruanda, Senegal, Sierra Leona, Sudán, Tanzania, Togo y Uganda.

## Hábitat
Su hábitat natural son: zonas tropicales o subtropicales, de bosques áridos o los bosques tropicales de tierras húmedas de altitud baja, sabanas húmedas, tierras de cultivo y plantaciones.